# 162395 Michaelbird
162395 Michaelbird è un asteroide della fascia principale. Scoperto nel 2000, presenta un'orbita caratterizzata da un semiasse maggiore pari a 2,792004 UA e da un'eccentricità di 0,090676, inclinata di 1,138563° rispetto all'eclittica.